# Rødberg
Rødberg är en tätort med 494 invånare (2011) i Nore og Uvdals kommun i Buskerud fylke i Norge. Orten ligger längs älven Numedalslågen i den övre delen av dalgången Numedal och utgör kommunens centralort.
Rødberg utgjorde ändstation på den nu nerlagda och 93 kilometer långa Numedalsbanen som utgick från Kongsberg.